# Ventimila sterline per Amanda
Ventimila sterline per Amanda (Séance on a Wet Afternoon) è un film del 1964 diretto da Bryan Forbes.
Dal film è stata tratta da Stephen Schwartz un'opera, intitolata Séance on a Wet Afternoon.

## Trama
I coniugi Billy e Myra Savage hanno rapito (o, come preferisce dire Myra, "preso in prestito") una ragazzina di famiglia benestante. Moglie e marito, che hanno perso il figlio Arthur alcuni anni prima, sono motivati dalla prospettiva del riscatto, ma Myra, che è anche convinta di essere una vera medium, spera con il rapimento di poter acquisire celebrità attirando l'attenzione dell'opinione pubblica sulle sue presunti doti di sensitiva.

## Riconoscimenti
- 1965 - Premio Oscar
  - Candidatura alla Miglior attrice protagonista a Kim Stanley
- 1964 - National Board of Review Awards
  - Miglior attrice a Kim Stanley
- 1964 – Festival internazionale del cinema di San Sebastián
  - Concha de Plata al miglior attore a Richard Attenborough